# Solanum rhytidoandrum
Solanum rhytidoandrum là loài thực vật có hoa trong họ Cà. Loài này được Sendtn. miêu tả khoa học đầu tiên.